# Asteriornis
Asteriornis – rodzaj wymarłego ptaka, żyjącego pod koniec kredy  na terenie obecnej Belgii. Został zaliczony do kladu Pangalloanserae, jako takson siostrzany do nadrzędu Galloanserae lub jako bazalnego Pangalliformes. Opisano jeden gatunek z tego rodzaju – A. maastrichtensis. W chwili odkrycia był to najstarszy znany rodzaj należący do Neornithes.

## Materiał kopalny
Holotyp (okaz  NHMM 2013 008) to prawie kompletna czaszka oraz fragmenty szkieletu pozaczaszkowego (kości udowe, kości piszczelowo-stępowe, skok i kość promieniowa). Okaz znaleziono w Belgii, w skałach formacji Maastricht, datowanych na 66,8–66,7 mln lat (późny mastrycht). W chwili odkrycia był to najstarszy znany ptak z kladu Neornithes, nieco starszy od odkrytego wcześniej Vegavis iaai (który jednak według części analiz mógł być prymitywniejszy i nie należeć do Neornithes).

## Budowa i klasyfikacja
Asteriornis był niewielki – jego masa została oszacowana na ok. 394 g. Kończyny tylne były wąskie i wydłużone. W ogólnym wyglądzie dziób Asteriornis przypominał dzioby ptaków grzebiących, szczególnie przez jego delikatnie zakrzywioną końcówkę i delikatną konstrukcję, bez skostniałych połączeń między poszczególnymi elementami dzioba. Czubek dzioba nie był haczykowaty, co odróżnia Asteriornis od większości Galloanserae.
Analizy filogenetyczne umieściły go w pobliżu ostatniego wspólnego przodka Galloanserae. W zależności od użytej metody Asteriornis był umieszczany na drzewie filogenetycznym jako takson siostrzany do Galloanserae, lub jako bazalny przedstawiciel Pangalliformes (klad obejmujący ptaki bliżej spokrewnione z ptakami grzebiącymi niż z blaszkodziobymi).